# الساقة (صعدة)
الساقة هي إحدى قرى الجمهورية اليمنية. وهي تتبع جغرافيًا لمحافظة صعدة. وإداريًا لمديرية مجز. يبلغ تعداد سكانها 4937 نسمة حسب الإحصاء الذي جرى عام 2004.